# Papa, la Fac et moi
Pour plus de détails, voir Fiche technique et Distribution.
Papa, la Fac et moi ou La Route des campus au Québec est un film américain réalisé par Roger Kumble en 2008.

## Synopsis
Une lycéenne s'apprête à quitter Chicago pour parcourir le pays à la recherche de la meilleure université. Son père, un flic ultra-protecteur, décide de l'accompagner pour la maintenir dans le droit chemin...

## Fiche technique
- Titre original : College Road Trip
- Titre français : Papa, la Fac et moi
- Titre québécois : La Route des campus
- Directeur de la photographie : Theo Van de Sande
- Société de production : Walt Disney Pictures
- Sortie : 7 mars 2008 ( États-Unis).

6 mai 2009 ( France) (Directement en vidéo)

## Distribution
- Martin Lawrence (VQ : Manuel Tadros) : James Porter
- Raven-Symoné (VQ : Kim Jalabert) : Mélanie Porter
- Kym Whitley (en) (VQ : Isabelle Miquelon) : Michelle Porter
- Eshaya Draper (VQ : Léa Coupal-Soutière) : Trey Porter
- Margo Harshman (VQ : Aurélie Morgane) : Katie
- Brenda Song (VQ : Catherine Bonneau) : Nancy Carter
- Michael Landes (VQ : Martin Desgagné) : Donny
- Lucas Grabeel (VQ : Xavier Dolan) : Scooter
- Josh Meyers (VQ : Nicolas Charbonneaux-Collombet) : Stuart
- Kristian Kordula : Nick

Source et légende : Version québécoise (VQ) sur Doublage Québec.